# Pipinova donace

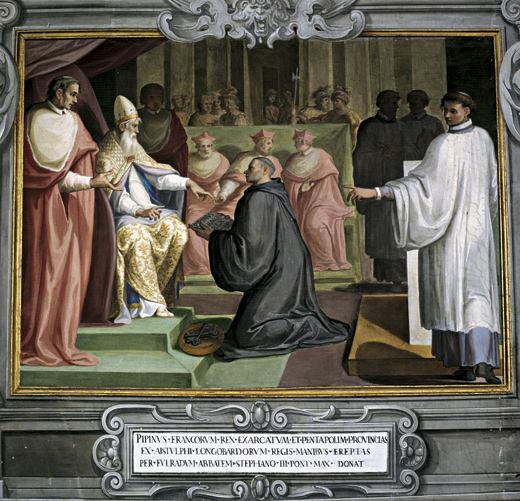
Pipinova donace papeži Štěpánu II. (754)

Pipinova donace je nedochovaná listina z roku 756, kterou franský král Pipin III. Krátký potvrdil papeži Štěpánu II. samostatnou vládu ve střední Itálii na území nazývaném Papežský stát. Je také známa jako Promissio Carisiaca, Donatio Carisiaca, smlouva z Quierzy nebo donace z Quierzy podle obce Quierzy (latinsky Carisiacum) v dnešním departementu Aisne.

## Okolnosti
V 8. století se v důsledku islámské expanze omezila oblast křesťanské nadvlády v oblasti Středomoří na její severní část se dvěma správními centry (patriarcháty): Římem na západě a Konstantinopolí na východě, jejichž neshody později vedly k rozštěpení církve. Zatímco východní centrum bylo v hlavním městě východořímské říše (Byzance), západořímská říše se rozpadla a na jejím území se střídala různá barbarská království. V 8. století to v Itálii bylo langobardské království, které v roce 751 dobylo Ravennský exarchát, byzantskou provincii v Itálii. Římský biskup tak ztratil oporu vůči langobardské rozpínavosti.
V té době se sjednotila a upevnila moc franské říše, nejvýznamnějšího státního útvaru v západní Evropě raného středověku. Pipin III. z rodu královských majordomů, faktických vládců říše, se stejného roku 751 nechal v Soissons korunovat na franského krále a stal se zakladatelem nové dynastie Karlovců. Pro tuto uzurpaci trůnu a svržení starobylé dynastie Merovejců hledal oporu a legalizaci v církevním pomazání a posvěcení při korunovaci.
V roce 751 hrozilo dobytí Říma langobardským králem Aistulfem. Štěpán II. se proto obrátil na franckého panovníka Pipina III. Krátkého. Výměnou za pomazání na krále Pipin dvakrát, v letech 754 a 756, vytáhl proti Langobardům a dobytá území – Řím, Ravennu a Pentapolis (Rimini, Pesaro, Ancona, Fano a Senigallia) – odevzdal roku 755 papeži. Tím oficiálně vznikl samostatný papežský stát, předchůdce dnešního Vatikánu.

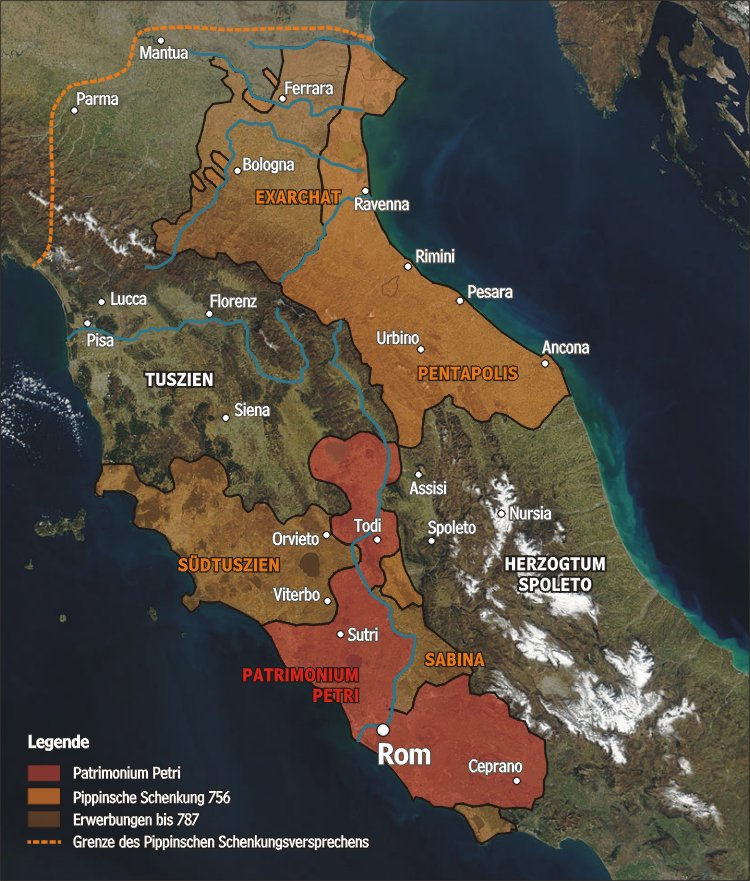
Papežský stát okolo r. 800